# Sophie von Hessen-Kassel

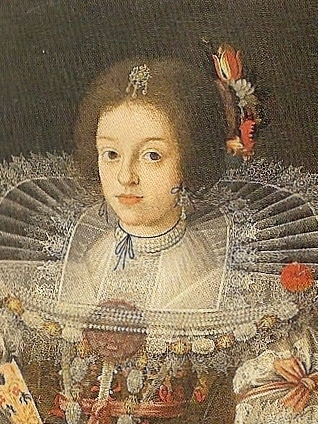
Sophie von Hessen-Kassel, Gräfin zu Schaumburg-Lippe

Sophie von Hessen-Kassel (* 12. September 1615 in Kassel; † 22. November 1670 in Bückeburg) war eine Prinzessin von Hessen-Kassel und durch Heirat Gräfin zu Schaumburg-Lippe.

## Leben
Sophie war eine Tochter des Landgrafen Moritz von Hessen-Kassel (1572–1632) aus dessen Ehe mit Juliane (1587–1643), Tochter des Grafen Johann von Nassau-Dillenburg.
Sie heiratete am 12. Oktober 1640 in Stadthagen Graf Philipp I. zu Schaumburg-Lippe (1601–1681). Durch seine Ehe sicherte sich Philipp die erneuerte Belehnung mit den eingezogenen Ämtern Rodenberg, Hagenburg und Arensburg, was an die Bedingung geknüpft war, seine Grafschaft der Schutzherrschaft von Landgräfin Amalie Elisabeth von Hessen-Kassel zu unterstellen.

## Nachkommen
Aus ihrer Ehe hatte Sophie folgende Kinder:
- Elisabeth (*/† 1646)
- Eleonore Sophie (1648–1671)
- Johanna Dorothea (1649–1695)

⚭ 1664 (geschieden 1678) Graf Johann Adolf von Bentheim-Tecklenburg (1637–1704)
- Hedwig Luise (1650–1731)

⚭ 1676 Herzog August von Schleswig-Holstein-Sonderburg-Beck (1652–1689)
- Wilhelm Bernhard (*/† 1651)
- Elisabeth Philippine (1652–1703)

⚭ 1676 Graf Philipp Christoph Breunner zu Asparn († 1708)
- Friedrich Christian (1655–1728), Graf zu Schaumburg-Lippe

⚭ 1. 1691 (geschieden 1725) Gräfin Johanna Sophie zu Hohenlohe-Langenburg (1673–1743)
⚭ 2. 1725 Anna Maria von Gall (1707–1760)
- Karl Hermann (1656–1657)
- Charlotte Juliane (1657–1684)

⚭ 1676 Graf Johann Heinrich von Kuefstein (1643–1687)
- Philipp Ernst (1659–1723), Graf zur Lippe-Alverdissen

⚭ 1686 Prinzessin Dorothea Amalie von Schleswig-Holstein-Sonderburg-Beck (1656–1739)